# جامعة شعيب الدكالي
جامعة شعيب الدكالي هي جامعة مغربية تأسست يوم 16 أكتوبر 1985 على يد الملك المغربي الراحل الحسن الثاني بمدينة الجديدة.

## التاريخ
أنشئت جامعة شعيب الدكالي في 16 أكتوبر 1985 بموجب مرسوم أصدره الملك الحسن الثاني، وسميت بهذا الاسم تكريما لذكرى الشيخ أبو شعيب الدكالي الذي كان مقاوما رائدًا في حركة الاستقلال وعالما مغربيا بارزا عاش في الفترة ما بين عامي 1878-1937 وشغل منصب وزير العدل والتعليم وساهم في نشر الأفكار الإصلاحية لحركة النهضة في المغرب. كانت الجامعة في البداية تضم كليتين فقط هما كلية العلوم وكلية الآداب والعلوم الإنسانية، ولكنها توسعت بعد ذلك لتضم اليوم ثماني مؤسسات أكاديمية بعد أن أضيفت للجامعة كلية متعددة التخصصات افتتحت في عام 2004، وفي عام 2006 أنشئت المدرسة الوطنية للتجارة والتسيير وأصبحت جزءًا من الجامعة، ثُم افتتحت المدرسة الوطنية للعلوم التطبيقية في عام 2008، وأخيرا في عام 2016 افتتحت في الجامعة المدرسة العليا للتقنية. بلغ عدد طلاب الجامعة في عام 2023 أكثر من 31 ألف طالب، يشرف على تأطيرهم البيداغوجي 711 أستاذا وباحثا، كما تضم الجامعة ما يقرب من 270 موظفا إداريا وتقنيا.

## الكليات والمعاهد والمؤسسات
تضم الجامعة ثمان مؤسسات تعليمية، وهي:
- كلية الآداب والعلوم الإنسانية بالجديدة.[7]
- كلية العلوم. بالجديدة[6]
- كلية العلوم القانونية والاقتصادية والاجتماعية بالجديدة.[8]
- المدرسة الوطنية للتجارة والتسيير بالجديدة.[9]
- المدرسة الوطنية للعلوم التطبيقية.[10]
- المدرسة العليا للأساتدة و التكوين بالجديدة[12]
- المدرسة العليا للتقنية بسيدي بنور.[11]
- الكلية المتعددة التخصصات بسيدي بنور.[13]

### كلية الآداب والعلوم الإنسانية
تقع كلية الآداب والعلوم الإنسانية على الطريق الفرعي المؤدي إلى منطقة ابن ماتشو بمدينة الجديدة، وتغطي مساحة قدرها 10.849 مترًا مربعا أي ما يقارب 5 هكتارات. وتقدم الكلية للطلاب والدارسين تدريبًا متعدد التخصصات، كما توفر دورات تدريبية مهنية مختلفة في مختلف المجالات الاجتماعية والسياحية. وتغطي البرامج التدريبية للكلية مجالات واسعة مثل الأدب والعلوم الإنسانية والاجتماعية، وتقسم برامج التدريب المتاحة في الكلية للحصول على الشهادات الأساسية والمهنية وشهادات الماجستير والماجستير المتخصص إلى ثمانية أقسام:
- قسم اللغة والدراسات العربية
- قسم اللغة الفرنسية وآدابها
- أقسام اللغات والدراسات الإنجليزية
- قسم الدراسات الإسلامية
- قسم التاريخ
- قسم الجغرافيا
- قسم الفلسفة وعلم الاجتماع وعلم النفس
- قسم اللغة والتواصل

### المدرسة العليا للتقنيات بسيدي بنور
أنشئت المدرسة في أغسطس 2016 كمؤسسة تابعة لوزارة التعليم العالي والتكوين التطبيقي والبحث العلمي في المملكة المغربية وكجزء من الجامعة بالجديدة. وتتمثل مهمة المدرسة في تدريب كبار الفنيين المتنوعين والمؤهلين تأهيلاً عاليًا والذين يعملون فورًا بعد ترك المدرسة كمتعاونين مع المهندسين والمديرين. يشترط في الطلاب المترشحين للالتحاق بالدراسة في المدرسة ألا يتجاوز عمر المترشح 22 عاما في 31 ديسمبر من عام تقديم طلب الترشيح وأن يكونوا حاصلين على شهادة البكالوريا في التعليم الثانوي الفني والعلمي والتعليم العالي، ويُقبل الطلاب بناءًا على المعدلات التي حصلوا عليها في شهادة البكالوريا. يجب على الطالب المترشح للدراسة بالمدرسة تقديم ملف التسجيل المسبق قبل 30 يونيو من العام الدراسي.

## رؤساء الجامعة
يشغل عازم عز الدين منصب رئيس الجامعة.

## التصنيف
تحتل الجامعة المرتبة 113 وفقًا للتصنيف الإقليمي للجامعات العربية لعام 2016.

## وصلات خارجية
- بوابة جامعة شعيب الدكالي